# 都市計画研究所
都市計画研究所（としけいかくけんきゅうじょ）
- 都市計画研究機関でパリ都市研究所　ベトナム建設省都市計画研究所（NIURP）クリチバ都市計画研究所（イプキ、IPPUC）など
- 都市環境研究所　防災都市計画研究所　都市計画設計研究所　といった、都市計画コンサルタントの通称
- 東京都中央区にあるランドスケープコンサルタント。本項で解説

株式会社都市計画研究所（かぶしきがいしゃとしけいかくけんきゅうじょ）は、日本のランドスケープコンサルタント。“都市計画研究所”という名称であるが、都市計画コンサルタントというより、主な業務は造園/ランドスケープデザインやランドスケープ・プランニング業務が中心。
本社は東京都千代田区平河町から現在、東京都中央区日本橋蛎殻町。この他支店がある。
創業者は佐藤昌。
沿革
1965年、都市計画研究所を設立
代表作
- ドイツ・ボン・ガルテンシャウ日本政府出展日本庭園（1979年開園）
- 県立観音崎公園（神奈川県横須賀市、1980年度-1995年）
- 高知県野市総合公園｢高知県立のいち動物公園ジャングルミュージアム（1992年第8回都市公園コンクール（設計部門)(社)日本公園緑地協会長賞、1995年ランドスケープコンサルタンツ協会賞入選・計画部門）
- 国営昭和記念公園「水遊び広場」レインボープール（スライダー）（1985年ランドスケープコンサルタンツ協会賞入選・設計部門、1987年、第3回都市公園コンクール（設計部門)建設省都市局長賞）
- 国営昭和記念公園みどりの文化ゾーン（2006年、第22回都市公園コンクール（設計部門)国土交通大臣賞）
- ドイツ・エッセングルーガパークレストランホーフ日本庭園（1987年）
- 高岡カントリークラブ（富山県高岡市　1989年）
- 国営ひたち海浜公園プレジャーガーデン（茨城県ひたちなか市、1987～1989年）
- 隅田川(言問橋～桜橋)テラス修景設計（1990年、ランドスケープコンサルタンツ協会賞協会賞・設計部門）
- 長久保公園（神奈川県藤沢市緑化植物園、1990年、第6回都市公園コンクール（設計部門)建設事務次官賞）
- 栃木県県北大規模公園（現・須野が原公園、1991年、第7回都市公園コンクール（設計部門)建設省都市局長賞）
- 沼津御用邸記念公園（静岡県沼津市、1991年～1996年）
- 宮の森カントリー倶楽部コース設計（1992年、ランドスケープコンサルタンツ協会賞奨励賞・設計部門）
- 東京都立井の頭公園自然文化園開園50周年記念事業記念誌作成（1992年、ランドスケープコンサルタンツ協会賞奨励賞・表現部門）
- 井の頭自然文化園むさしのハビタット（1995年、第11回都市公園コンクール（設計部門)建設省都市局長賞）水生物館リニューアル（1997年度竣工）
- 南湖公園整備事業日本庭園（1995年、ランドスケープコンサルタンツ協会賞）
- 工業団地の景観計画に係る基礎調査（1995年、ランドスケープコンサルタンツ協会賞・調査･解析部門）
- はりまや橋公園（高知県高知市、1995年～1996年）
- 練馬区立立野公園（1996年、第12回都市公園コンクール（設計部門)建設事務次官賞）
- ふなばしアンデルセン公園（1997年第13回都市公園コンクール（設計部門)建設事務次官賞、全国都市緑化フェア、2008年第24回都市公園コンクール（管理運営部門)都市・地域整備局長賞）
- 横浜国際総合競技場フィールド・トラック（神奈川県横浜市、1998年竣工）
- 徳島市総合動植物公園（徳島市、1998年度開園）
- 前橋公園親水・水上ステージゾーン（2000年、第16回都市公園コンクール（設計部門)建設省都市局長賞）
- 豊田スタジアム芝生フィールド（愛知県豊田市、2000年竣工）
- 第17回全国都市緑化とちぎフェア出展庭園「心の庭」（2000年、ランドスケープコンサルタンツ協会賞優秀賞・設計施工）
- 武蔵野の森公園（東京都調布市・府中市、2000年開園）
- 和田堀公園（東京都杉並区、2001年～2003年）
- 秩父宮記念公園（静岡県御殿場市、2003年度開園）
- 旧日光田母沢御用邸本邸調査・復元（今井正敏と。2002年日本建築学会賞（業績）
- 道後公園湯築城跡復元再整備（2002年、第18回都市公園コンクール（設計部門)審査委員会特別賞）
- 2002年ハールレマーミア国際園芸博覧会（フロリアード2002）日本国政府出展日本庭園（オランダ、優秀栄誉賞（屋外展示部門1位））
- 中目黒公園（東京都目黒区、2002年度開園）
- 山下公園改修（神奈川県横浜市、2002年度開園）
- 2003年ロストック国際園芸博覧会（IGA2003）日本国政府出展日本庭園（ドイツ・博覧会金賞（1位））
- 東京都立上野動物園アジアゾウ展示施設（2004年、第20回都市公園コンクール（施設・材料部門)都市・地域整備局長賞）
- 2002年ハールレマーミア国際園芸博政府出展日本庭園（2004年、ランドスケープコンサルタンツ協会賞特別賞・設計部門）
- 荻窪公園（群馬県前橋市、2004年度開園）
- ねむの木の庭（旧正田邸記念公園、東京都品川区、2004年度開園）
- 生田緑地ワークショップ運営/管理計画（神奈川県川崎市、2004年～2005年）
- 青山霊園立体埋蔵施設（東京都港区、2005年竣工）
- アンデルセン公園台帳作成（千葉県船橋市。2005年）
- 多摩動物公園アジア熱帯雨林（オランウータン）展示施設（東京都日野市、2005年竣工）
- 愛知青少年公園愛知博・日本庭園（2005年、第21回都市公園コンクール（設計部門)国土交通大臣賞）
- 万博公園青少年公園茶室香流亭（堀尾佳弘建築研究所と共同受賞、2005年、第37回中部建築賞（入賞）
- 瑞江駅北部1号・2号・3号公園（東京都江戸川区、2004年～2006年）
- 練馬区立中村小学校校庭芝生化（東京都練馬区、2006年竣工）
- 八柱霊園壁墓地・無縁合葬塚（千葉県松戸市、2006～2007年）
- 恩賜箱根公園再整備基本構想等検討調査（神奈川県足柄下郡、2007年）
- 船橋市運動公園費用対効果分析（千葉県船橋市、2007年）
- 県立保土ヶ谷公園費用対効果分析（神奈川県横浜市、2008年）
- 第24回全国都市緑化ふなばしフェア（千葉県船橋市、2007年度開催）
- 中央区緑の基本計画（東京都中央区、2009年度策定）
- 前橋公園（群馬県前橋市、2004・2008年度開園）
- 小笠原ビジターセンター新館（東京都小笠原村、2007年度開館）
- とべ動物園レッサーパンダ舎・オランウータン舎・カワウソ舎改修（愛媛県伊予郡砥部町、2006年～2007年度、2010年）
- 富山城址公園歴史・文化ゾーン（富山県富山市）2007～2009年・2012～2014年）
- 駿府公園二の丸堀石垣復旧（静岡県静岡市、2009年））
- かみね動物園（茨城県日立市、2008・2009年度竣工）
- 江戸川区立平井第二小学校校庭芝生化（東京都江戸川区、2009年度竣工）
- 神奈川県立都市公園長寿命化計画（神奈川県、2009年度～2010年）
- 小金井市梶野公園（東京都小金井市、2008・2010～2011年）梶野公園協働型パークマネージメントの構築（2011年第27回都市公園コンクール（管理運営部門)審査委員会特別賞）
- 千鳥ケ淵戦没者墓苑シベリア抑留者慰霊碑（東京都千代田区、コンペ当選作品、2010年度開園）
- 国営みちのく杜の湖畔公園自然共生園管理運営計画/ワークショップ運営（宮城県川崎町、2008年度～2011年）
- 広尾防災公園（千葉県市川市、2010年度開園）
- 西ヶ原みんなの公園（東京都北区、2010年度開園）
- 旧岩崎邸庭園（東京都台東区、2010年）
- 総合運動公園・井頭公園・みかも山公園長寿命化計画（栃木県、2010年）
- 国営越後丘陵公園イングリッシュガーデン（新潟県長岡市、2009年度開園）
- 清瀬市小・中学校校庭芝生化（東京都清瀬市、2010年度竣工）
- 八王子市小学校校庭芝生化（東京都八王子市、2010年度竣工）
- 平成21年度みどりのｉプラザ企画展（2010年、第26回都市公園コンクール（管理運営部門)審査委員会特別賞）
- 赤羽スポーツの森公園（自衛隊跡地公園、2012年度第28回都市公園コンクール設計部門国土交通大臣賞）

著書
佐藤 昌の著作を(株) 都市計画研究所で発行している。『欧米公園緑地発達史』（1968）、『日本公園緑地発達史』（上, 下、1977）、『道路と造景』 (1969年)など。

## 文献
- 河東 義之 , 中村 光彦 , 浅羽 英男 [他] , 海老原 忠夫 , 今井 正敏 （2001）日光田母沢御用邸の創建時における建設経緯『日本建築学会計画系論文集』 66(546), 日本建築学会
- 中村 光彦 , 浅羽 英男 , 河東 義之 [他] , 海老原 忠夫 , 今井 正敏（2001）紀伊徳川家江戸中屋敷の旧日光田母沢御用邸への移築について『日本建築学会計画系論文集』 66(542)